# Gnojnica (Polska)
Gnojnica – wieś w Polsce położona w województwie podkarpackim, w powiecie ropczycko-sędziszowskim, w gminie Ropczyce.
| SIMC    | Nazwa          | Rodzaj    |
| ------- | -------------- | --------- |
| 0659845 | Budy           | część wsi |
| 0659791 | Dolna Gnojnica | część wsi |
| 0659800 | Domaradz Duży  | część wsi |
| 0659816 | Domaradz Mały  | część wsi |
| 0659851 | Lipnica        | część wsi |
| 0659868 | Namirówki      | część wsi |
| 0659874 | Podlas         | część wsi |
| 0659839 | Wola Gnojnicka | część wsi |

Była wsią królewską dóbr krzesłowych kasztelanii sandomierskiej w województwie sandomierskim w 1629 roku. W latach 1975–1998 miejscowość administracyjnie należała do województwa rzeszowskiego.
W miejscowości znajduje się kościół filialny pw. Matki Bożej Królowej Polski należący do parafii Świętych Apostołów Piotra i Pawła w Zagorzycach.

## Sport i rekreacja
Kluby sportowe
- Inter Gnojnica - piłka nożna, występuje w rozgrywkach na szczeblu A-klasy
- LUKS Syrena Gnojnica Wola - zapasy styl wolny oraz sumo

Trasy turystyczne
- W roku 2001 po terenie Gnojnicy wytyczono i oznakowano trasę rowerową długości 28,5 km dla amatorów górskiej turystyki rowerowej. Trasa wiedzie często drogami polnymi wzdłuż szczytów Pogórza Karpackiego[9].